# Geelstaarttroepiaal
De geelstaarttroepiaal (Icterus mesomelas) is een zangvogel uit de familie Icteridae (troepialen).

## Verspreiding en leefgebied
Deze soort komt voor van Mexico tot Peru en telt 4 ondersoorten:
- Icterus mesomelas mesomelas: van zuidelijk Mexico tot Honduras.
- Icterus mesomelas salvinii: van Nicaragua tot westelijk Panama.
- Icterus mesomelas carrikeri: van oostelijk Panama tot centraal Colombia en noordwestelijk Venezuela.
- Icterus mesomelas taczanowskii: westelijk Ecuador en noordwestelijk Peru.